# Pterocephalodes
Pterocephalodes es un género de hierbas o arbustos perteneciente a la antigua familia Dipsacaceae ahora subfamilia de  Caprifoliaceae. Comprende 3 especies descritas y   aceptadas y muchas pendientes de ser aceptadas.

## Taxonomía
El género fue descrito por V.Mayer & Ehrend. y publicado en Botanical Journal of the Linnean Society 132(1): 69, 67. 2000.  La especie tipo es: Pterocephalodes bretschneideri (Batalin) V. Mayer & Ehrend.	

## Especies aceptadas
A continuación se brinda un listado de las especies del género Pterocephalodes aceptadas hasta octubre de 2013, ordenadas alfabéticamente. Para cada una se indica el nombre binomial seguido del autor, abreviado según las convenciones y usos.
- Pterocephalodes bretschneideri (Batalin) V. Mayer & Ehrend.
- Pterocephalodes hookeri (C.B. Clarke) V. Mayer & Ehrend.
- Pterocephalodes siamensis (Craib) V. Mayer & Ehrend.